# 待合茶屋
待合茶屋（まちあいぢゃや）とは、待ち合わせや会合のための場所を提供する貸席業のこと。待合と略される。
茶屋とも略されるが、異なる業態の茶屋との混同に留意が必要である。例えば大坂で茶屋（ちゃや）といえば色茶屋のことである。近松の心中物の「茶店」は皆、色茶屋のことを指す。現在の「お茶の葉を売る店」のことは葉茶屋、「休憩場所を提供し、茶菓子で接待する店」は水茶屋、掛け茶屋と呼ばれる。
待合は主として芸妓との遊興や飲食を目的として利用され、料亭・置屋とともにいわゆる三業の一角を占める。
かつては寝具が備わっており、芸妓や娼妓（送り込み制の場合）と寝ることも使用法の一つにあったが、現在では売春が禁じられていること、時代の変化等によりそのようなことはない。現在では上記の通りに飲食や芸妓遊びに使われる。
飲食の際は飲み物は備わっているが料理は直接提供できない。したがって仕出し屋などから取り寄せる必要がある。
各地の待合・お茶屋も不況や観光資源化により初めてでも入店できる。京都のお茶屋はトラブルを避けるため特に紹介がなければ入れない、一見さんお断りとする店も多い。